# Malcolm Barcola
Malcolm Barcola (* 14. května 1999) je tožský profesionální fotbalista, který hraje na pozici brankáře za portugalský klub FC Paços de Ferreira. Narodil se ve Francii, ale hraje za tožský národní tým.

## Reprezentační kariéra
Barcola se poprvé dostal do národního týmu Toga 10. září 2019 ve druhém utkání prvního kola kvalifikace na Mistrovství světa ve fotbale 2022 proti Komorám. Udržel čisté konto a jeho země postoupila do dalšího kola.

## Osobní život
Barcolův bratr Bradley je také profesionálním fotbalistou.

## Statistiky

### Klubové
Platí k zápasu hranému 9. listopadu 2024.
| Klub              | Sezóna            | Liga                   | Liga   | Liga | Národní pohár | Národní pohár | Celkově | Celkově |
| Klub              | Sezóna            | Soutěž                 | Zápasy | Góly | Zápasy        | Góly          | Zápasy  | Góly    |
| ----------------- | ----------------- | ---------------------- | ------ | ---- | ------------- | ------------- | ------- | ------- |
| Lyon B            | 2018/19           | Championnat National 2 | 5      | 0    | —             | —             | 5       | 0       |
| Lyon B            | 2019/20           | Championnat National 2 | 5      | 0    | —             | —             | 5       | 0       |
| Lyon B            | 2020/21           | Championnat National 2 | 3      | 0    | —             | —             | 3       | 0       |
| Lyon B            | 2021/22           | Championnat National 2 | 14     | 0    | —             | —             | 14      | 0       |
| Lyon B            | Celkově           | Celkově                | 27     | 0    | —             | —             | 27      | 0       |
| Lyon              | 2020/21           | Ligue 1                | 0      | 0    | 0             | 0             | 0       | 0       |
| Lyon              | 2021/22           | Ligue 1                | 0      | 0    | 0             | 0             | 0       | 0       |
| Lyon              | Celkově           | Celkově                | 0      | 0    | 0             | 0             | 0       | 0       |
| Tuzla City        | 2022/23           | Premijer liga          | 8      | 0    | 2             | 0             | 10      | 0       |
| Paços de Ferreira | 2024/25           | Segunda Liga           | 0      | 0    | 0             | 0             | 0       | 0       |
| Celkově v kariéře | Celkově v kariéře | Celkově v kariéře      | 35     | 0    | 2             | 0             | 37      | 0       |

### Reprezentační
Platí k zápasu hranému 17. listopadu 2024.
| Národní tým | Rok     | Zápasy | Góly |
| ----------- | ------- | ------ | ---- |
| Togo        | 2019    | 5      | 0    |
| Togo        | 2020    | 3      | 0    |
| Togo        | 2021    | 6      | 0    |
| Togo        | 2022    | 6      | 0    |
| Togo        | 2024    | 3      | 0    |
| Celkově     | Celkově | 23     | 0    |